# La Chambre au judas
La Chambre au judas est un film français  réalisé par Henri Desfontaines sorti en 1912.

## Synopsis
La nuit, un bras mystérieux s'élance par le judas d'une porte et terrorise les occupants. Ceux-ci vont tout faire pour démasquer l'intrus ...

## Fiche technique
- Réalisation : Henri Desfontaines
- Scénario : d'après la nouvelle éponyme de Charles Foleÿ (1910)
- Société de production : Société générale des cinématographes Éclipse
- Éditeur : Agence Générale Cinématographique (AGC)
- Format : Noir et blanc - Muet - 360 mètres
- Genre : Film dramatique
- Date de sortie : 17 mai 1912

## Distribution
- Claude Garry
- Carmen Deraisy
- Marie-Ange Fériel